# K'nafayyim Sh'vurot
K'nafayyim Sh'vurot é um filme de drama israelita de 2002 dirigido e escrito por [[]]. Foi selecionado como representante de Israel à edição do Oscar 2003, organizada pela Academia de Artes e Ciências Cinematográficas.

## Elenco
- Orly Silbersatz Banai - Dafne
- Maya Maron
- Daniel Magon
- Nitai Gvirtz